# 明鄭台灣歷史年表
1662年1月25日，鄭森擊敗以揆一為首的荷蘭駐台灣軍隊，鄭氏開始統治南台灣。
1683年9月，末代國主鄭克塽降清，台灣進入清治時期，也結束了東寧王朝對台灣的統治。

## 歷史年表

### 永曆十三年（1659年）
- 1659年（南明永曆十三年；清朝順治十六年），鄭軍困守思明（廈門）孤島糧草匱乏，難以提供數萬大軍給養，開始思考取得另外的根據地以為整補。

### 永曆十四年（1660年）
- 1660年3月，前荷蘭通事何斌（客家人），因與荷蘭人發生債務糾紛而逃到思明，向鄭森鼓吹攻取台灣。
- 1660年6月，清朝將領達素領兵數萬進攻廈門，遭鄭森擊退。

### 永曆十五年（1661年）
- 1661年2月25日，清朝清聖祖（康熙）登基繼位。
- 1661年5月4日，鄭成功攻佔普羅民遮城（赤嵌樓）。
- 1661年11月，鄭芝龍遭清廷斬首於北京。
- 1661年，鄭軍與大肚王國發生戰爭，高凌、楊祖先後被殺；鄭成功派黃安、陳瑞進攻，誘殺大肚番阿德狗讓，戰火遍及大肚社以及至 Taurinap 諸村。

### 永曆十六年（1662年）
- 1662年1月27日，熱蘭遮城（安平古堡）的荷蘭守軍投降。
- 1662年2月1日，鄭成功與台灣長官揆一簽訂投降協議，鄭成功取得台灣主權。
- 1662年6月23日（永曆十六年五月初八），鄭成功薨，享年39歲。
- 1662年（永曆十六年）6月，黃昭、張驥與蕭拱宸等將領擁立鄭成功五弟鄭襲為新君。
- 1662年11月，世子鄭經渡海入台靖難。12月，鄭襲等人兵敗。事後鄭經將鄭襲軟禁於廈門。
- 1662年11月，鄭經靖難後登基。

### 永曆十七年（1663年）
- 1663年，鄭經迎明朝宗室寧靖王朱術桂到台灣
- 1663年7月，鄭泰遭鄭經猜忌，家眷降清後自縊。
- 1663年10月21日，清荷聯軍成立。
- 1663年11月20日，清荷聯軍攻占廈門與金門，摧毀城砦、民舍，並殘殺劫掠島上居民。

### 永曆十八年（1664年）
- 1664年1月19日，博特率荷蘭軍從打狗登陸，鄭經提出割讓南澳島、交還戰俘向博特談和。
- 1664年2月26日，博特因雙方談判破裂而返回巴達維亞。
- 1664年12月24日，清荷聯軍於由金門出發，卻遇到颱風無功而返。事後聯軍關係告一段落。
- 1664年，鄭經派劉國軒到半線屯田。

### 永曆二十年（1666年）
- 1666年進攻雞籠的荷蘭守軍。

### 永曆廿一年（1667年）
- 1667年7月，清朝與鄭氏談判。鄭經稱台灣「臺灣遠在海外，非中國版圖。」、「東連日本，南蹴呂宋，人民輻輳，商賈流通。王侯之貴，固吾所自有，萬世之基已立於不拔」。

### 永曆廿二年（1668年）
- 1668年荷蘭棄守雞籠，荷蘭從此退出臺灣。

### 永曆廿三年（1669年）
- 1669年和談中，鄭經又強調鄭氏「佔據」台灣，是「遠絕大海，建國東寧。於版圖疆域之外，別立乾坤」，又說台灣「遠在海外，與版圖渺不相涉」。

### 永曆廿四年（1670年）
- 1670年，鄭經與劉國軒進攻沙轆社、斗尾龍岸社，屠殺數百人，得到大肚台地以西，神岡等地，大肚王國開始衰亡。

### 永曆廿五年（1671年）
- 1672年10月13日，鄭英正式締結通商條約，於安平設立商館。

### 永曆廿七年（1673年）
- 1674年5月，為響應三藩之亂，鄭經渡海西征清朝。

### 永曆廿九年（1675年）
- 1676年11月20日，鄭經在烏龍江被清軍擊敗，其他領地也相繼失守，鄭經只得退回廈門。

### 永曆卅一年（1677年）
- 1678年和談中，清將賴塔稱只要鄭經退兵，「從此不必登岸，不必剃髮，不必易衣冠。稱臣納貢可也，不稱臣，不納貢亦可也。以台灣為箕子之朝鮮，為徐福之日本」。

### 永曆卅三年（1679年）
- 1679年5月15日，鄭經遣禮官鄭斌齋立16歲長子鄭克臧為世子，並授職監國，持「監國世孫」之印璽。

### 永曆卅四年（1680年）
- 二月廿八日：大清總督姚啟聖、巡撫吳興祚、水師提督萬正色率清兵和平入廈門。[1]
- 三月二十日：鄭經戰敗返回東寧。[2]
- 五月：東寧下雷暴雨。[3]

### 永曆卅五年（1681年）
- 1681年3月17日，鄭經薨於北園別館，傳位予世子，享年四十歲。
- 1681年3月17日，國主鄭經薨，監國世子鄭克臧繼位。
- 1681年3月19日，宗親鄭聰與外戚馮錫範捉拿並刺殺新君，是為東寧之變。
- 1681年，年僅12歲的元子鄭克塽登上王位。

### 永曆卅六年（1682年）
- 二月：淡水通事李滄願貪汙；鄭克塽命令監紀陳福、宣毅鎮葉明前往雞籠取金，受凱達格蘭族阻擋，無功而返。[4]
- 雞籠山大疫，東寧駐守官兵病死過半。[5]
- 儀賓甘孟煜（崇明伯甘輝之子）出任天興州知州。[6]
- 吏官洪磊（忠振伯洪旭之子）兼任戶官。[7]
- 七月：劉國軒從澎湖安撫司返回東寧。[8]
- 八月：新港、竹塹等原住民村社不堪苦役，起兵反抗東寧官兵；宣毅鎮葉明前往鎮壓，原住民遁入山中求和。[9]
- 十二月：承天府發生大火災，1600餘個民宅房厝遭祝融。[10]

### 永曆卅七年（1683年）
- 1681年6月，董太妃去世。
- 1683年7月16日，清朝將領施琅於澎湖海戰中擊敗了東寧將領劉國軒，清軍占領澎湖。
- 1683年7月20日，寧靖王五位王妃相繼自縊。
- 1683年7月21日，明朝宗室寧靖王朱術桂自縊殉國。
- 1683年9月3日，施琅登陸台灣。
- 1683年9月5日，末代國主鄭克塽向施琅投降。
- 1683年10月8日，鄭克塽剃髮易服，東寧正式亡國。

## 亡國後
- 若干鄭氏王族如鄭森第六子鄭寬因擔心遭到迫害而隱姓埋名。其後世鄭守讓稱此舉因而躲過滿門抄斬。
- 清廷為示寬大，將鄭克塽移往京師後封爵海澄公，並賜旗籍正紅旗漢軍，但限制其居住遷徙自由。
- 清聖祖下令將鄭成功、董王妃、鄭經以及唐王妃等四位王室主要成員的陵墓自台灣武定里洲仔尾遷回鄭氏故鄉福建南安，並由鄭經的三王子鄭克壆回故鄉主持。[11]

## 資料

### 註腳
1. ↑  《海紀輯要》，卷2：「廿八日，清總督姚啟聖、巡撫吳興祚、水師提督萬正色率兵入島，秋毫無犯，百姓歡呼。」
2. ↑  《海紀輯要》，卷2：「三月，世子至東寧。世子於十二日至東寧」
3. ↑  《海紀輯要》，卷2：「夏、五月，東寧雨雹。東寧地鳴，聲如驢；尋雨雹，大如雞子。」
4. ↑  《閩海紀要》，卷之下：「三十六年春、二月，明鄭克塽遣陳福及宣毅鎮葉明往淡水取金。淡水通事李滄願取金自效；克塽乃遣監紀陳福等同往。至產金之處，土番執銳扼要以待；曰：『吾儕累世恃此為活，若漢人來取，不特害生，且為受勞；不回，必決一死』！譯者以告，福乃引回。」
5. ↑  《閩海紀要》，卷之下：「雞籠山大疫。時值疫氣盛行，汛守兵死者過半。」
6. ↑  《閩海紀要》，卷之下：「鄭克塽以儀賓甘孟煜知天興州。孟煜，崇明伯甘輝子…」
7. ↑  《閩海紀要》，卷之下：「磊，忠振伯洪旭子；事經為吏官，親信亞於馮錫範。至是，命兼理戶官事務…」
8. ↑  《閩海紀要》，卷之下：「秋、七月，明武平侯劉國軒調撥諸將守澎湖，而已回東寧。」
9. ↑  《閩海紀要》，卷之下：「督運弁目酷施鞭撻，土番不堪，乃相率倡亂；新港、竹塹諸社皆應。於是，克塽命葉明等會剿，土番逃入山；尋請降，許之。」
10. ↑  《海紀輯要》，卷之下：「承天府火，沿燒一千六百餘家。」
11. ↑  朱成功係明室之遺臣，非朕之亂臣賊子。敕遣官，護送成功及子經兩柩，歸葬南安，置守塚，建祠祀之。